# Mihkel Lüdig

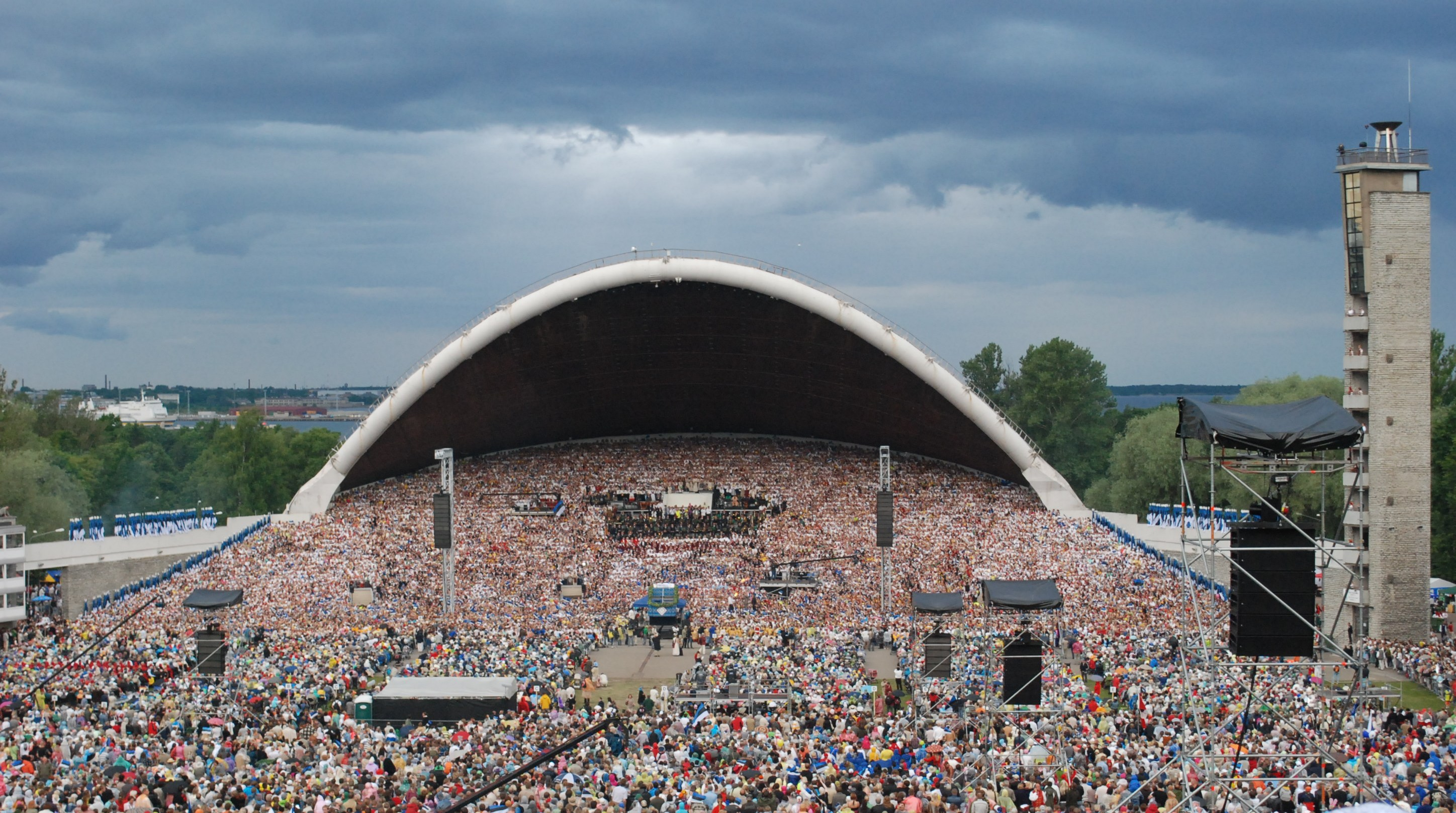
XXV Estoński Festiwal Pieśni

Mihkel Lüdig (ur. 9 maja 1880 w Vaskrääma, zm. 7 maja 1958 w Vändrze) – estoński kompozytor i organista.

## Biografia
Gry na organach początkowo uczył się w Pärnu od Maksa Petersa. W 1897 roku wstąpił do klasy organowej Ludvigsa Bētiņša w Konserwatorium Moskiewskim, a od 1898 kontynuował naukę w klasie Louisa Homiliusa w Konserwatorium Petersburskim. Równocześnie uczył się teorii muzyki i kompozycji u Nikołaja Rimskiego-Korsakowa, Aleksandra Głazunowa i Nikołaja Sołowjowa, a także gry na fortepianie u Franza von Czerny.
Po ukończeniu Konserwatorium, w 1904 roku, pozostał w Petersburgu, gdzie skupił się na popularyzacji i rozwijaniu muzyki estońskiej. Wśród prowadzonych przez niego działań było między innymi zorganizowanie pierwszego koncertu estońskiej muzyki symfonicznej, które miało miejsce w 1908 roku, a także otwarcie nowego budynku teatru Vanemuine w Tartu. Równocześnie był organistą i pianistą w orkiestrze symfonicznej Aleksandra Szeremietiewa. W 1910 roku dyrygował chórami podczas Święta Pieśni, podczas którego były wykonywane także jego utwory. Od roku 1969 pieśń jego kompozycji, Koit [Świt] jest pieśnią otwierającą ten, odbywający się co 5 lat, festiwal.
Jego żoną była sopranistka Mathilde Lüdig-Sinkel, akompaniował jej podczas występów w Estonii i Rosji, a także tournée we Francji i Niemczech. W latach 1918–1924 pracował jako organista w kościele pw. św. Karola w Tallinnie oraz nauczyciel śpiewu w szkołach. Był jednym z inicjatorów i założycieli, a także pierwszym dyrektorem Wyższej Tallińskiej Szkoły Muzycznej. W latach 1920–1922 prowadził w niej klasę organów. W 1925 roku wyjechał do Buenos Aires, gdzie pracował jako dyrygent i pianista. W 1928 roku wrócił do Estonii  i pracował jako nauczyciel śpiewu w Tallinnie. W 1934 przeprowadził się do Pärnu, gdzie dyrygował chórem, a w 1934 do Vändry. Wielokrotnie odznaczany, od 1945 roku był członkiem Związku Kompozytorów Estońskich. Jego pomnik znajduje się w miejscowości narodzin.

## Źródła
- Biografia na stronie Estonian Music Information Centre